# Abrams Creek (Chilhowee Lake)
Abrams Creek ist ein  Bach (creek) in Blount County, Tennessee. Seine Quellbäche entspringen östlich von Cades Cove, deren Hauptwasserader der Bach darstellt. Er selbst mündet in den Little Tennessee River.

## Name
Der Bach erhielt seinen Namen von dem Häuptling der Chilhowee-Cherokee „Old Abraham“ („Abram“).

## Geographie
Der Bach vereinigt eine ganze Anzahl anderer Bächlein. Er beginnt mit dem Zusammenfluss von Left Prong Anthony Creek und Anthony Creek in einem der Täler östlich von Cades Cove, wo auch der Maynard Creek (S, l) hinzukommt. Er tritt am Nordostende der Cove auf die Talsohle und nimmt dort den Green Branch auf. In seinem Verlauf durch die Cove nach Westen fließen ihm zu:
Laurel Creek (N, r), Crooked Arm Branch (N, r), Harrison Branch (N, r), Cooper Branch (S, l), Maple Branch (S, l), McCaulley Branch (S, l), Cades Branch (S, l), Whistling Branch (S, l), Feezell Branch (O, r), Tater Branch (N, r).
Am Ausgang der Cove nimmt er noch den Mill Creek von Süden auf, bevor er in wilden schlingen durch die bewaldeten Bergschluchten im generellen Verlauf nach Westen fließt. Weitere Zuflüsse sind: More Licker Branch (S, l), Arbutus Branch (O, r), Law Branch (W, l), Stony Branch (N, r). In der Nähe des Wilson Branch (N, r) liegen auch die Abrams Falls (⊙).
Weiters: Spruce Double Branch (S, l), Kreider Branch (N, r), Oak Flats Branch (N, r), McCully Branch/Rabbit Creek (S, l), Mill Branch (N, r), Buckshank Branch (N, r), Kingfisher Creek (N, r).
Ab dem Abrams Creek Campground biegt der Fluss stärker nach Süden um. Dort fließen ihm noch Pardon Branch (O, l), Mill Branch (O, l), Bell Branch (N, r), Shootly Branch (S, l), Huckleberry Branch (O, l), Mill Creek (W, r) zu, solange er entlang der Sawmill Ridge verläuft, die ihn vom Happy Valley trennt. Der Panther Creek fließt ihm noch zu, bevor er an Abrams Creek Shoal in den Chilhowee Lake in den Little Tennessee River mündet.
Im Fluss kann man stellenweise schwimmen und er ist ein guter Forellenbach. Allerdings war der Fluss 1957 bewusst vergiftet worden um „Nahrungskonkurrenten“ der Regenbogenforelle auszuschalten. Die Bestände der ursprünglichen Arten haben sich bis heute nicht erholt.